# 真鶴岬

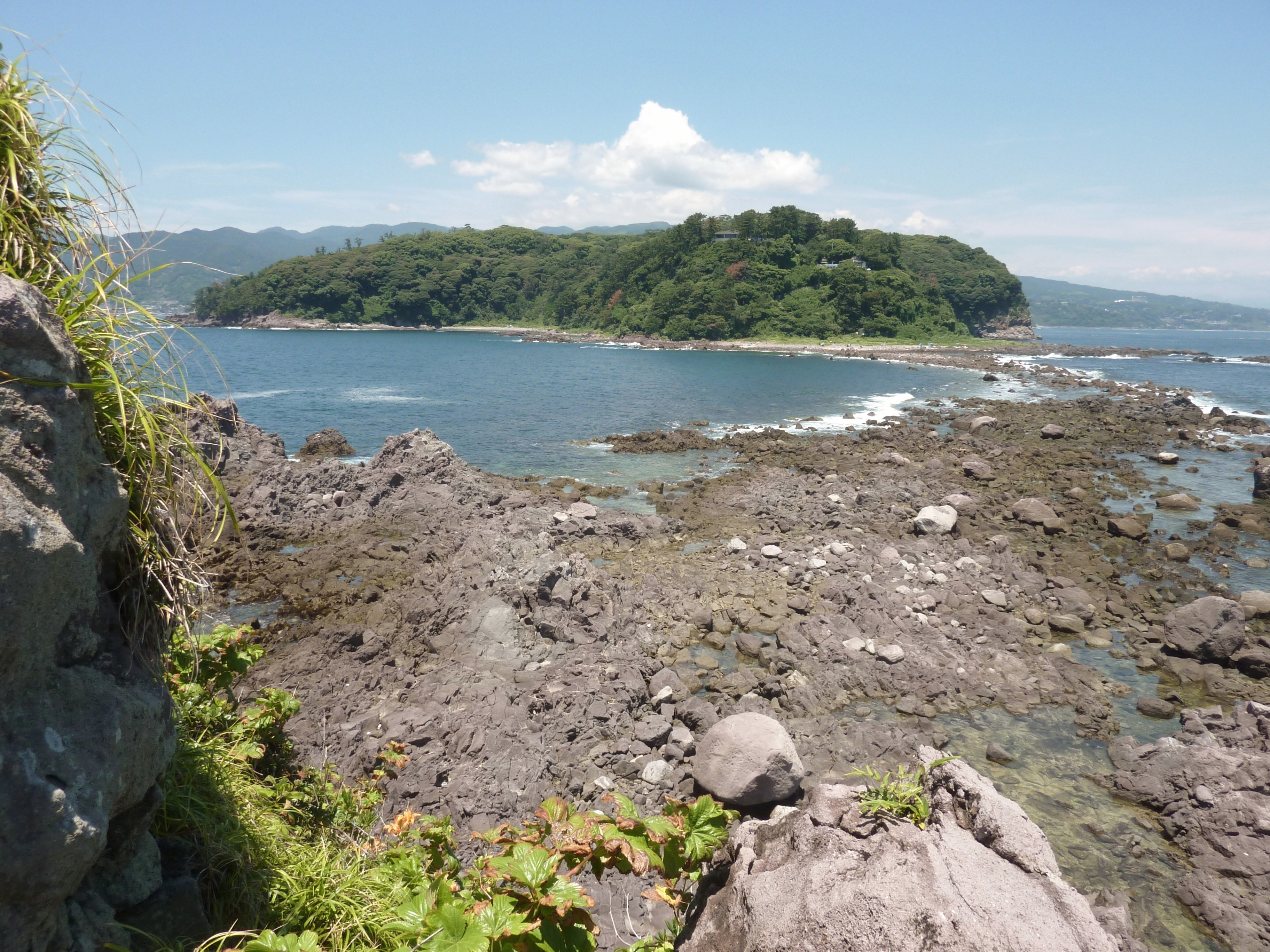
三ツ石より望む真鶴岬

真鶴岬（まなづるみさき）は、神奈川県足柄下郡真鶴町にある岬である。神奈川県南西部、真鶴半島先端に位置し、相模灘に向けて突き出す。当地と三浦半島南端沖に浮かぶ城ヶ島の長津呂崎を結ぶ線より北側の海域が相模湾と呼ばれ、この線より南側の海域は相模灘と呼ばれている。
神奈川県立真鶴半島自然公園に指定され、付近の森林は森林浴の森100選、沿岸部は日本の重要湿地500に指定されている。
また、真鶴岬の先端を三ツ石と呼んでおり、「真鶴岬と三ツ石」がかながわの景勝50選に指定されている。

## 周辺の施設・名所
- ケープ真鶴 - 真鶴岬先端のドライブイン
  - 映画 昼顔のロケ地としても使用された。
  - 旧真鶴ケープパレス
- 三ツ石 - 真鶴岬の先端の岩礁
- 番場浦
- 中川一政美術館
- お林展望公園
- 小田原テレビ中継局
- 魚座 - 真鶴港・魚市場のレストラン

## 画像

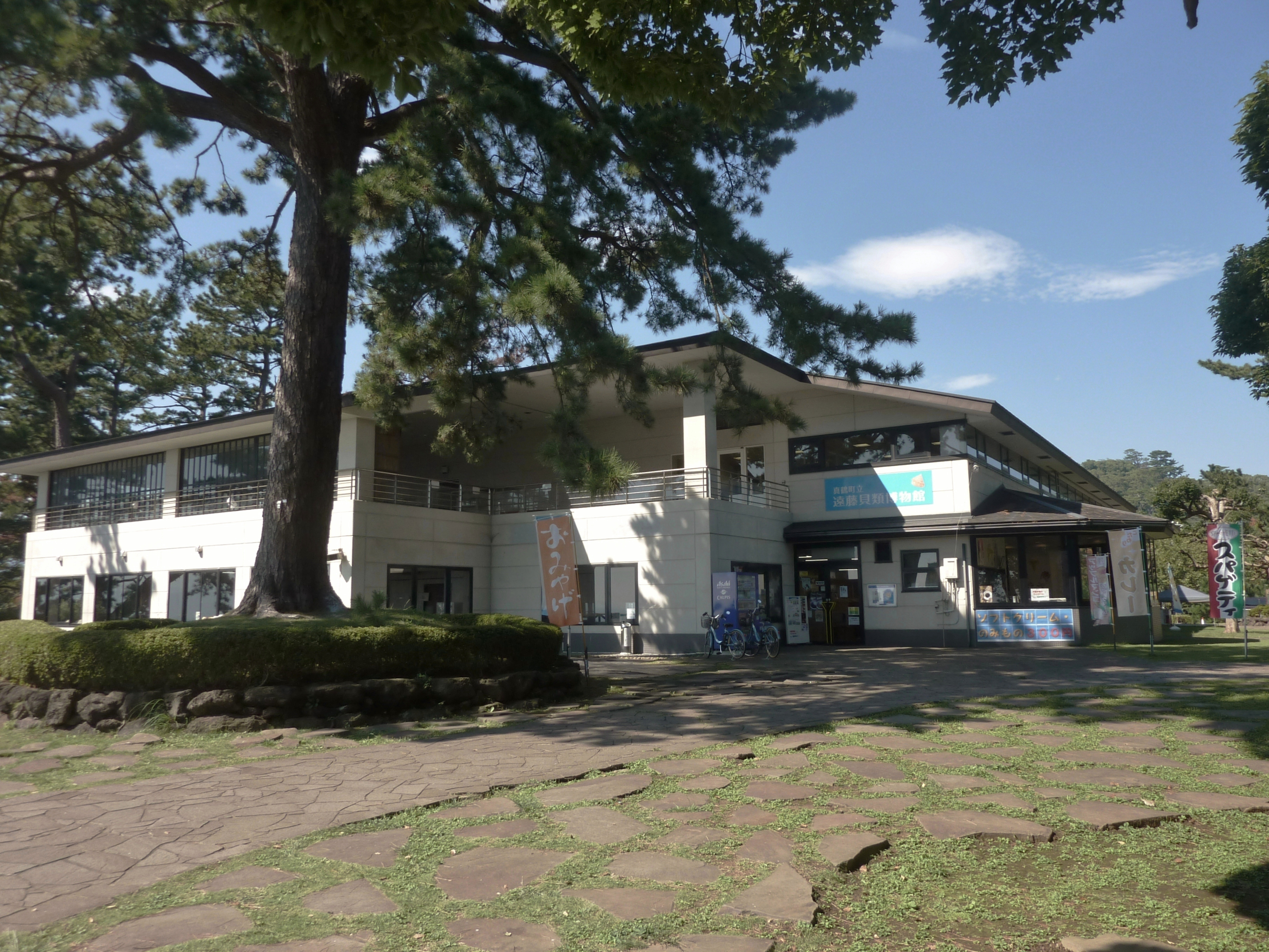
ケープ真鶴
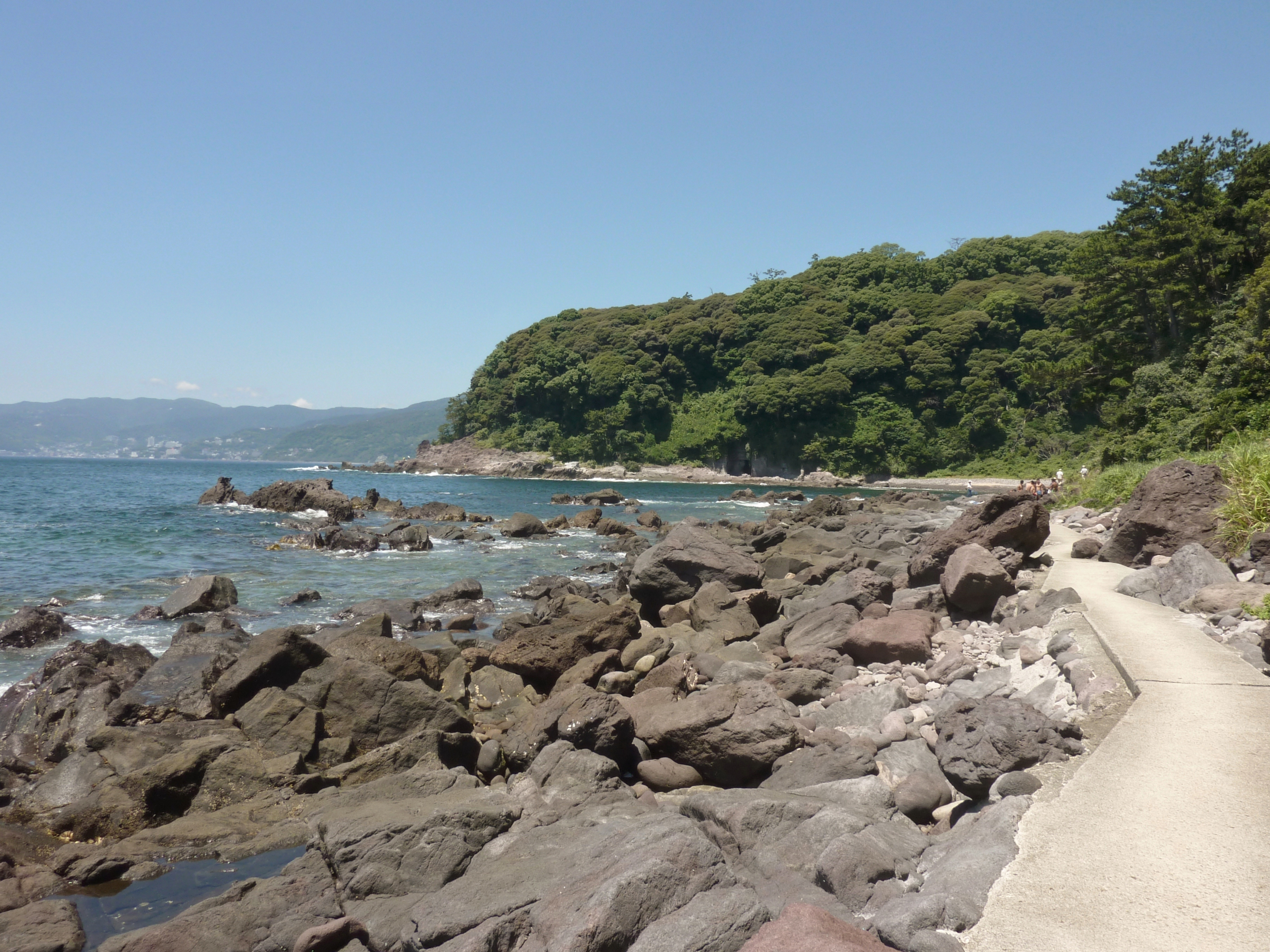
番場浦
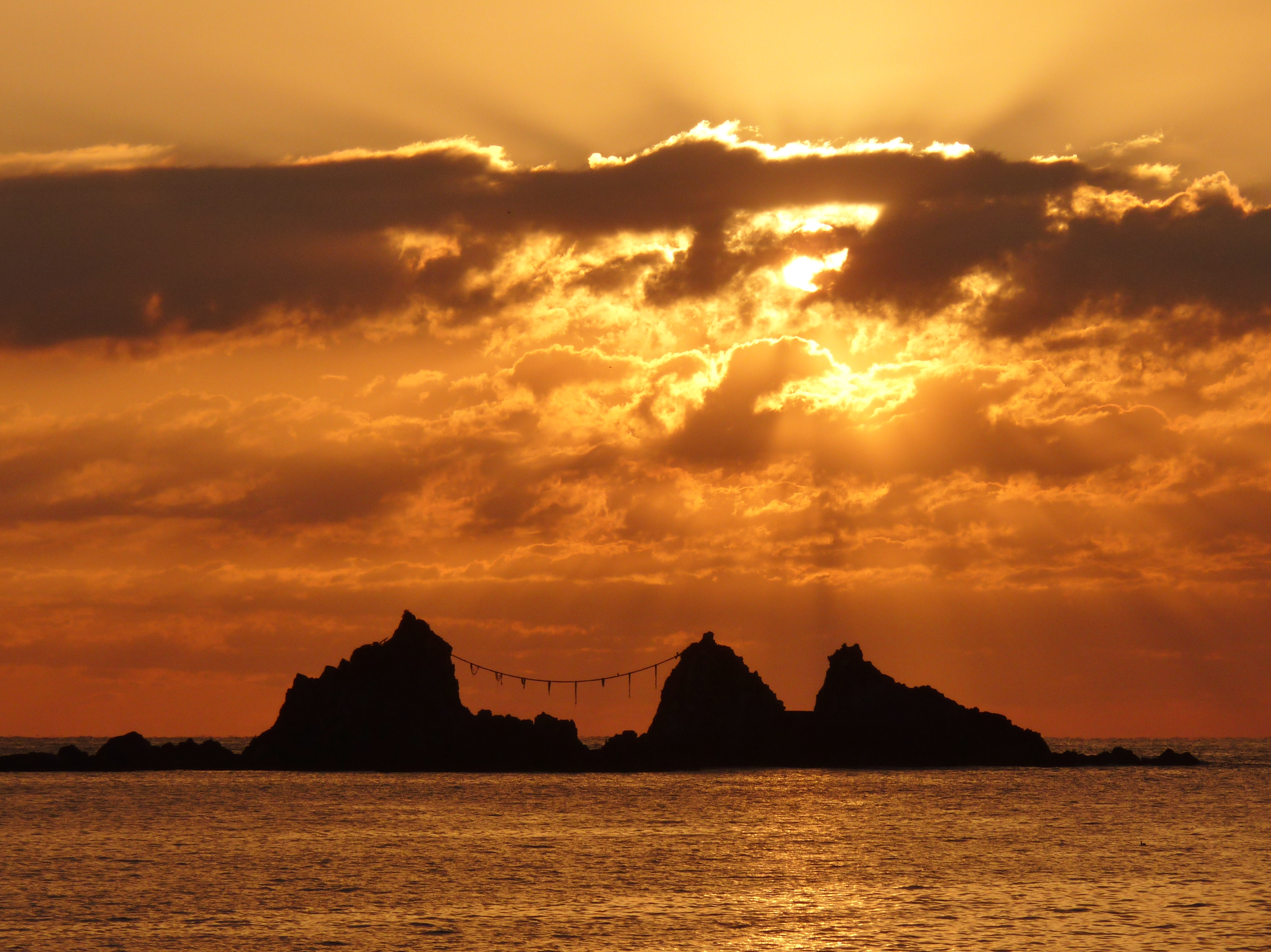
番場浦より望む三ッ石と日の出
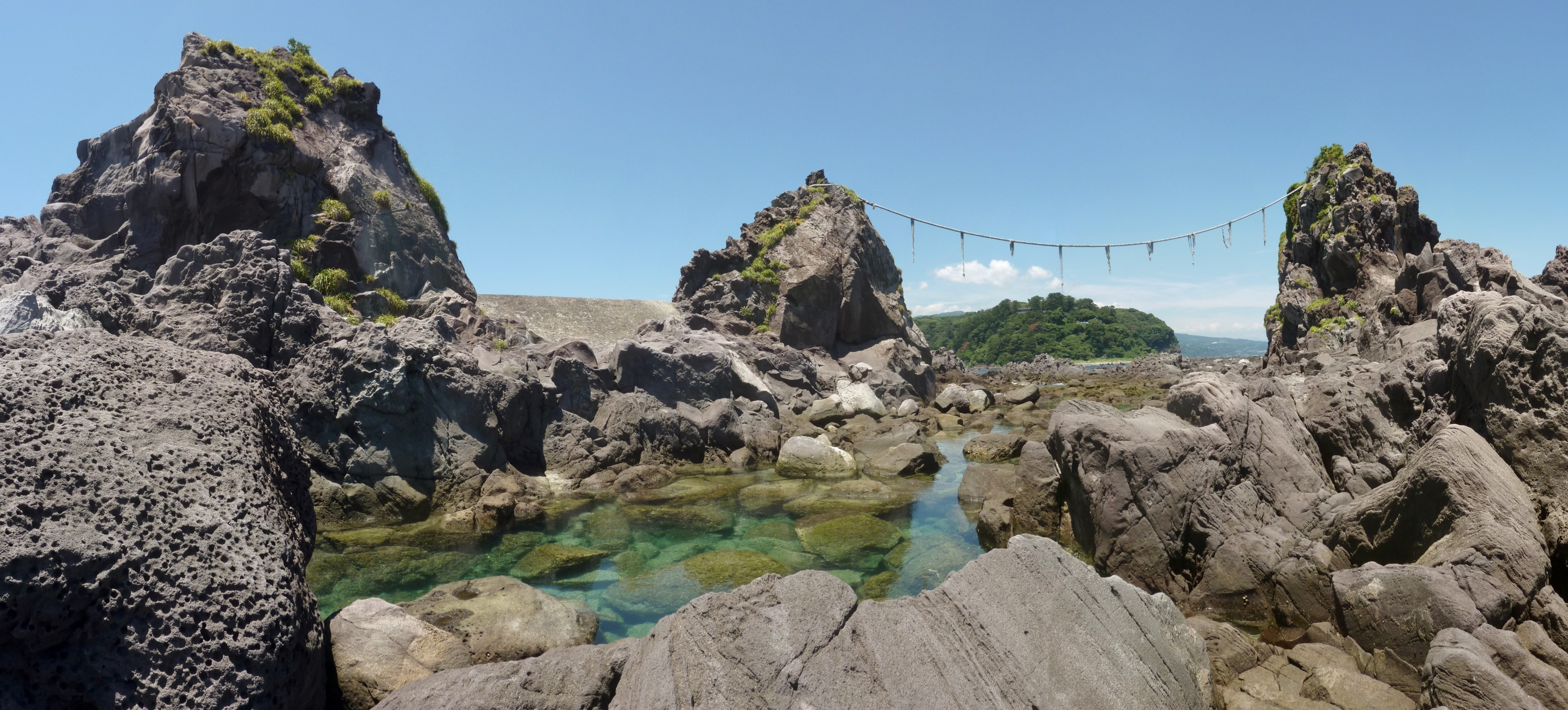
三ッ石近景(東側)

## 交通
- 真鶴町中心部から神奈川県道739号真鶴半島公園線が延びている。
- 東海道本線真鶴駅から伊豆箱根バスでケープ真鶴行き終点下車。